# Горња Љубогошта
Горња Љубогошта је насељено мјесто у општини Пале, Република Српска, БиХ. Према попису становништва из 1991. у насељу је живјело 163 становника.

## Становништво
| Националност       | 1991. | 1981. | 1971. | 1961. |
| Срби               | 162   | 184   | 261   | 250   |
| Југословени        | 1     |       |       |       |
| Хрвати             |       |       | 1     |       |
| Мађари             |       |       |       | 1     |
| остали и непознато |       |       | 1     |       |
| Укупно             | 163   | 186   | 263   | 251   |

| Демографија | Демографија | Демографија |
| Година      | Становника  | Становника  |
| ----------- | ----------- | ----------- |
| 1961.       | 251         |             |
| 1971.       | 263         |             |
| 1981.       | 186         |             |
| 1991.       | 163         |             |